# Najaf
Najaf este un oraș din Irak, capitala provinciei Al-Najaf. Orașul considerat sfânt de către șiiți deoarece aici se află mormântul lui Ali, primul imam șiit .

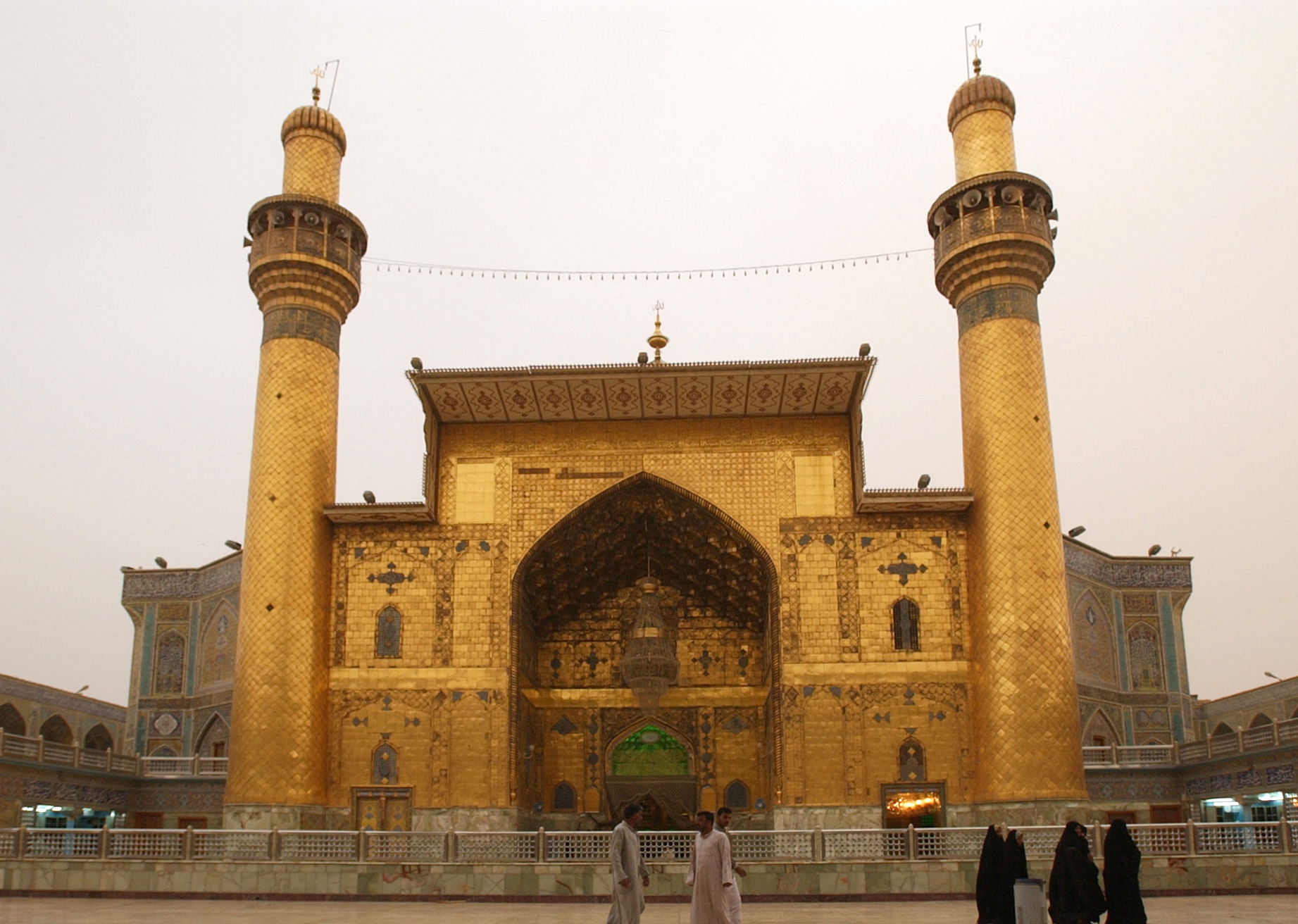
Moscheea imamului Ali.